# Iván Nova
Iván Manuel Nova Guance (ur. 12 stycznia 1987) – dominikański baseballista występujący na pozycji miotacza w Chicago White Sox.

## Kariera

### New York Yankees
Nova podpisał w 2004 roku kontrakt jako wolny agent z New York Yankees i początkowo występował w klubach farmerskich tego zespołu, między innymi w Scranton/Wilkes-Barre Yankees, reprezentującym poziom Triple-A
. W Major League Baseball zadebiutował 13 maja 2010 w meczu przeciwko Detroit Tigers. W sezonie 2011 zwyciężył w 19 meczach co było 4. wynikiem w lidze, a w głosowaniu do nagrody MLB Rookie of the Year Award, zajął czwarte miejsce.
29 czerwca 2013 w spotkaniu z New York Mets rozegrał 50. w historii MLB immaculate inning. 5 lipca 2013 w meczu przeciwko Baltimore Orioles zaliczył pierwszy w karierze complete game, zaś 31 sierpnia 2013 również w spotkaniu z Orioles pierwszy w karierze shutout.
W kwietniu 2014 odniósł kontuzję prawego łokcia i zmuszony był przejść operację Tommy’ego Johna, co wykluczyło go z gry do końca sezonu.

### Pittsburgh Pirates
W sierpniu 2016 w ramach wymiany zawodników przeszedł do Pittsburgh Pirates. 27 grudnia 2016 podpisał nowy, trzyletni kontrakt z tym klubem.

### Chicago White Sox
11 grudnia 2018 w ramach wymiany zawodników przeszedł do Chicago White Sox.